# Diptyque

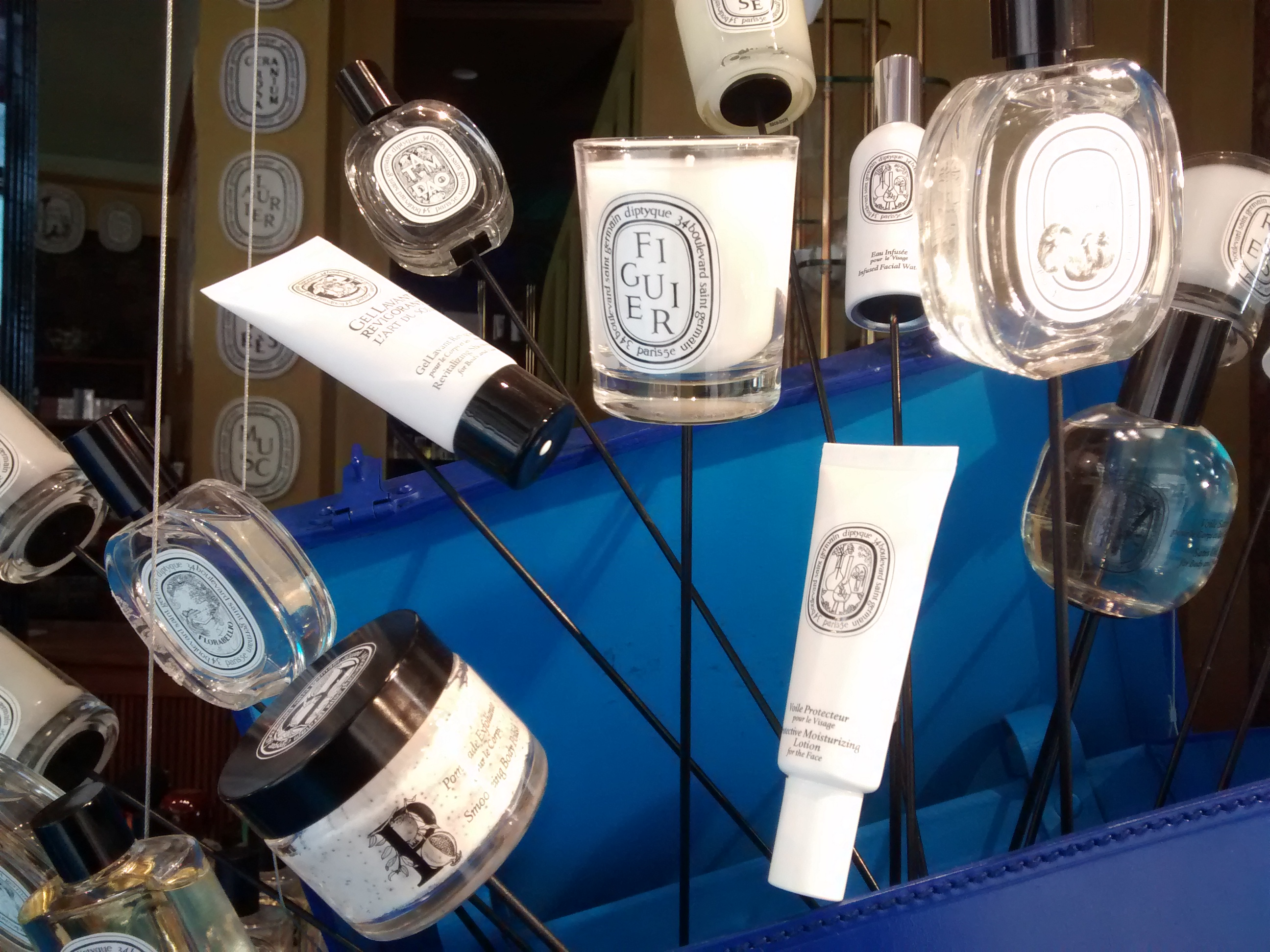
パリのディプティックで展示されている製品

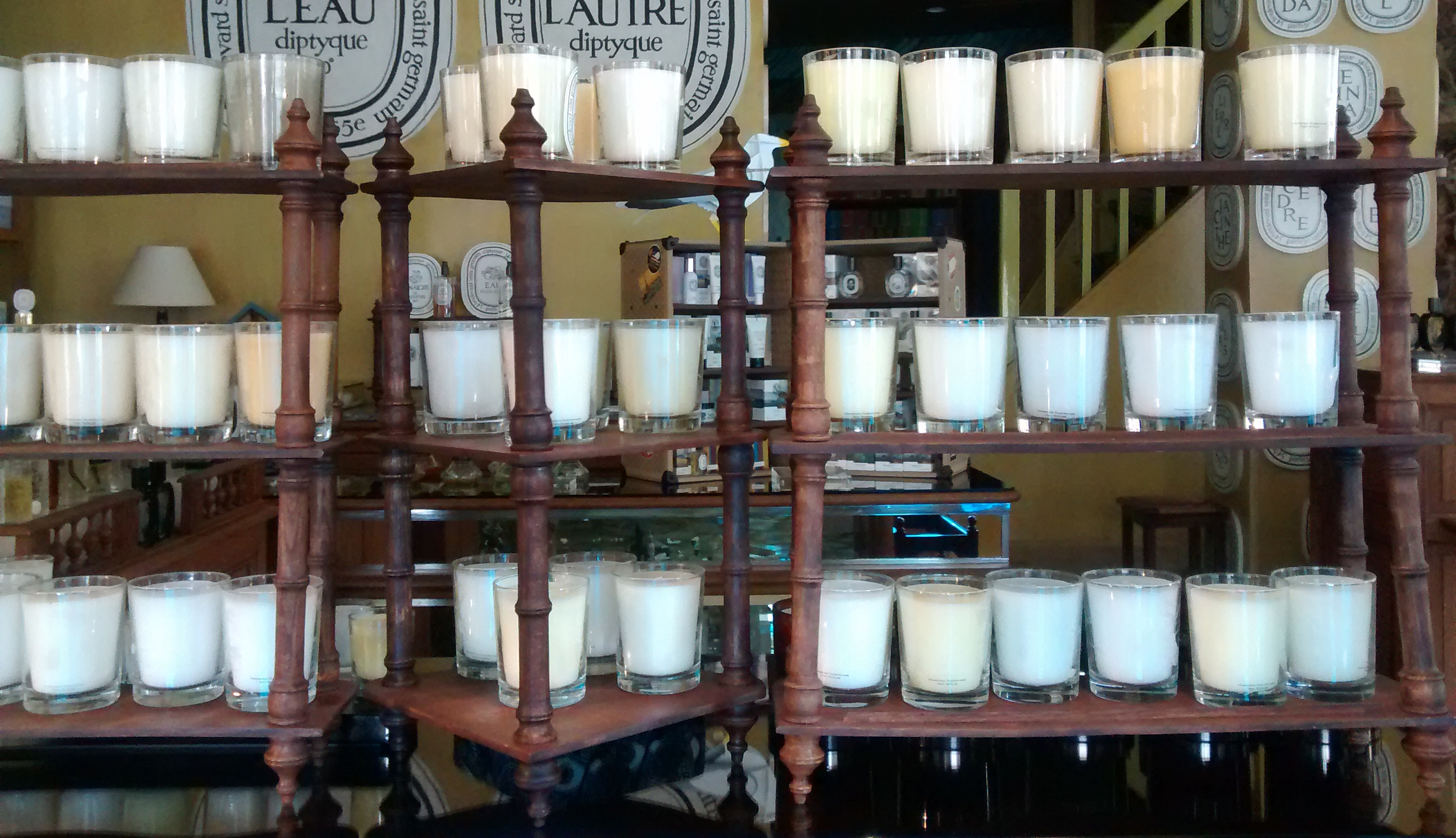
ディプティックに陳列されているキャンドル

Diptyque（ディプティック）はパリに本拠を置くフレグランス・ブランド。香料入りキャンドルや香水、フェイスケア、ボディケア用品を生産している。ディプティックという名前は古代ギリシア語のδίπτυχος（ディプティク）に由来し、同じ大きさのパネルを蝶番でつないだ二枚折の絵画を指す。

## 歴史
1961年、画家のデスモンド・ノックス＝リット、デザイナーのイヴ・クエロン、建築家のクリスチャンヌ・ゴトロによって設立。Diptyqueではスコットランド系移民だったデスモンドやベトナム育ちのイヴ・クエロンの影響からヨーロッパやアジアの手工芸品が並んでいた。中には日本の凧もあったという。また、設立当初はカーテンなどオリジナルのプリント生地を生産していた。デスモンドとゴトロの考案したこれらのプリント生地はパリ装飾芸術美術館に保存されている。
1963年、ディプティックは初のアロマキャンドルシリーズを発売し、デスモンドがラベルデザインを手がけた。
1968年、ディプティックは初のユニセックス香水「L'Eau」を発売。これらはバスソープなどの家庭用品としても入手可能である。
2005年、ロンドンに拠点を置くManzanita Capitalによって同社が買収された。
PhilosykosとOfresiaのフレグランスは、 Olivia Giacobettiによって作成された。

## 店舗
現在、ディプティックはパリに数店舗、ロンドンに4店舗、トゥールーズ、ミラノ、東京、ドーハ、ドバイに店舗を構えている。米国では、Diptyqueのブティックはオースティン、ニューヨーク、マイアミ、アトランタ、ビバリーヒルズ、サンフランシスコ、パロアルト、ラスベガス、ロサンゼルス、ヒューストンのリバーオークス地区、ホノルル、マイアミビーチ、ダラス、シカゴにある。各ブティックは個々の都市の美学に合うように設計されている。

## 香り
| 香り                 | 発売年 | 状態     | 説明 |
| -------------------- | ------ | -------- | --- |
| Do Son               | 2005   | 発売中   | 月下香, オレンジの花, バラ, 海の香り, ホワイトムスク |
| Eau Duelle           | 2010   | 発売中   | 二種類のバニラ, ベルガモットノート, カルダモン, ピンクペッパー, エレミ, ネズ, サフラン, ショウブ, 乳香,ハマスゲ , 紅茶, ムスク, 琥珀.                                            |
| Eau Lente            | 1986   | 発売中   | アレキサンダー大王の時代に使われていた香りをベースに、インドのスパイスとシナモンをブレンドしたスパイシーなオリエンタル調                                                         |
| Eau d'Elide          | 1988   | 販売終了 | ダイダイとワイルドラベンダー,ムスク,香りの良い灌木のブレンド |
| Eau de Lierre        | 2006   | 発売中   | 透き通ったペッパーノート、ツタ、アイリス、ホワイトムスク、シルキーウッドのグリーンフローラルの香り                                                                               |
| Jardin Clos          | 2003   | 販売終了 | 白いライラック、ミモザ、スイカに囲まれたヒヤシンスのグリーンフローラルのブレンド                                                                                                 |
| L'Autre              | 1973   | 発売中   | クミン、コリアンダー、カルダモン、キャラウェイ、パチョリなどのスパイスをブレンドしたウッディでスパイシーな香り                                                                   |
| L'Eau                | 1968   | 発売中   | クローブポマンダー、シナモン、ゼラニウム、ビャクダン、バラ、クローブ（チョウジ）の香り。（16世紀のポプリのレシピに基づいたディプティック最古のフレグランス）                     |
| L'Eau Trois          | 1975   | 発売中   | ギリシャ北部の山岳地帯の海岸線に生える芳香性の灌木の樹脂の香り |
| L'Eau de Tarocco     | 2009   | 販売終了 | タロッコオレンジ,シナモン, ターメリック, 生姜,バラ, スギ,乳香 |
| L'Eau des Hesperides | 2008   | 発売中   | ダイダイ, マンダリンオレンジ, レモン, プチグレイン、レッドタイム、ローズマリー、ミント、スギ、ホワイトムスク                                                                     |
| L'Eau de L'Eau       | 2008   | 販売終了 | クローブ、シナモン、ジンジャー、ピンクペッパーコーン、ゼラニウム、ラベンダー、オレンジの花、安息香の香油、クマル豆、パチョリ                                                     |
| L'Eau de Néroli      | 2008   | 発売中   | ベルガモット、プチグレイン、バーベナ、タラゴン、ネロリ、オレンジの花、ゼラニウム、ミツロウ、ホワイトムスク、スギの柑橘系フレグランス                                             |
| L'Ombre dans L'Eau   | 1983   | 発売中   | カシスの葉とブルガリアンローズのブレンド。（緑の川辺の庭の香り） |
| Ofrésia              | 1999   | 発売中   | ぴりっとする白いフリージアとウッディノート |
| Olène                | 1988   | 発売中   | 藤とスイセンの花の香り |
| Opôné                | 2001   | 発売中   | サフラン、バラ、スパイス、木々のスパイシーなオリエンタルなブレンド |
| Oyedo                | 2000   | 発売中   | 柚子ノート, グレープフルーツ,ライム, オレンジ, ミント, タイム,ウッディ |
| Philosykos           | 1996   | 発売中   | イチジクの木の葉と白い杉のウッディなアロマブレンド |
| Tam Dao              | 2003   | 発売中   | 東洋のゴア産ビャクダンから作られた、オリエンタルウッディなユニセックスの香り。                                                                                                   |
| Vetyverio            | 2010   | 発売中   | マンダリン、グレープフルーツ、レモン、ベルガモット、イランイラン、トルコ産ローズ、ゼラニウム、ベチベル、キャロットシード、ナツメグ、アプリコット、クローブ、スギ、ムスクの香り。 |
| Vinaigre de Toilette | 1975   | 発売中   | ネロリ、タイム、その他のハーブのスキン・トニック |
| Virgilio             | 1990   | 販売終了 | バジル, ハーブ,スギ（のどかで緑豊かな香り） |